# Sniper 5 : L'Héritage
Série Sniper.
Sniper: Reloaded
(2011) Sniper: Ghost Shooter
(2016)
Pour plus de détails, voir Fiche technique et Distribution.
Sniper 5 : L'Héritage est un film d'action américain réalisé par Don Michael Paul, sorti directement en vidéo en 2014.
Il s'agit du 5e volet de la série de films Sniper.

## Synopsis
Un sniper américain devenu fou a décidé ďabattre ses camarades qui ont combattu avec lui en Irak. L'équipe de Brandon est chargé de protéger les cibles et d'abattre le Marine.

## Distribution
- Tom Berenger (VF : Philippe Résimont) : Thomas Beckett
- Chad Michael Collins : Sergent Brandon Beckett
- Dominic Mafham : Bidwell
- Mercedes Masohn : Sanaa Malik
- Doug Allen : Simpson
- Yana Marinova : Crane
- Dennis Haysbert (VF : Claudio Dos Santos) : The Colonel
- Alex Roe : Reese